# 拉苏什
拉苏什（法語：La Souche，法語發音：[la suʃ]）是法国阿尔代什省的一个市镇，属于拉让蒂耶尔区。

## 地理
拉苏什（44°37'45"N, 4°11'50"E）面积31.52 平方千米，位于法国奥弗涅-罗讷-阿尔卑斯大区阿尔代什省，该省份为法国东南部内陆省份，北起顺时针与卢瓦尔省、伊泽尔省、德龙省、沃克吕兹省、加尔省、洛泽尔省和上盧瓦爾省接壤。
与拉苏什接壤的市镇（或旧市镇、城区）包括：巴尔纳斯、博尔讷、若雅克、拉布勒、迈尔、蒂埃、瓦尔戈日。

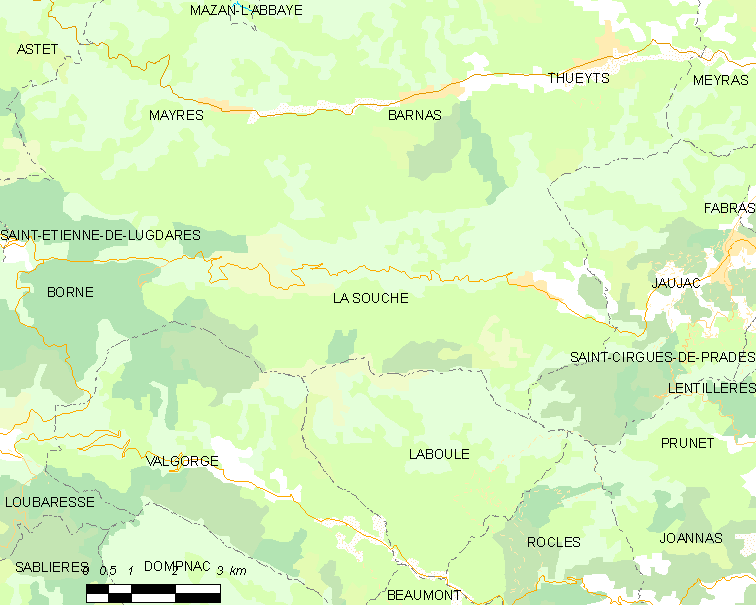
拉苏什的OSM定位图

拉苏什的时区为UTC+01:00、UTC+02:00（夏令时）。

## 行政
拉苏什的邮政编码为07380，INSEE市镇编码为07315。

## 政治
拉苏什所属的省级选区为上阿尔代什县。

## 人口

1962-2008年间拉苏什人口变化图示

拉苏什于2022年1月1日时的人口数量为384人。